# Michael Reagan

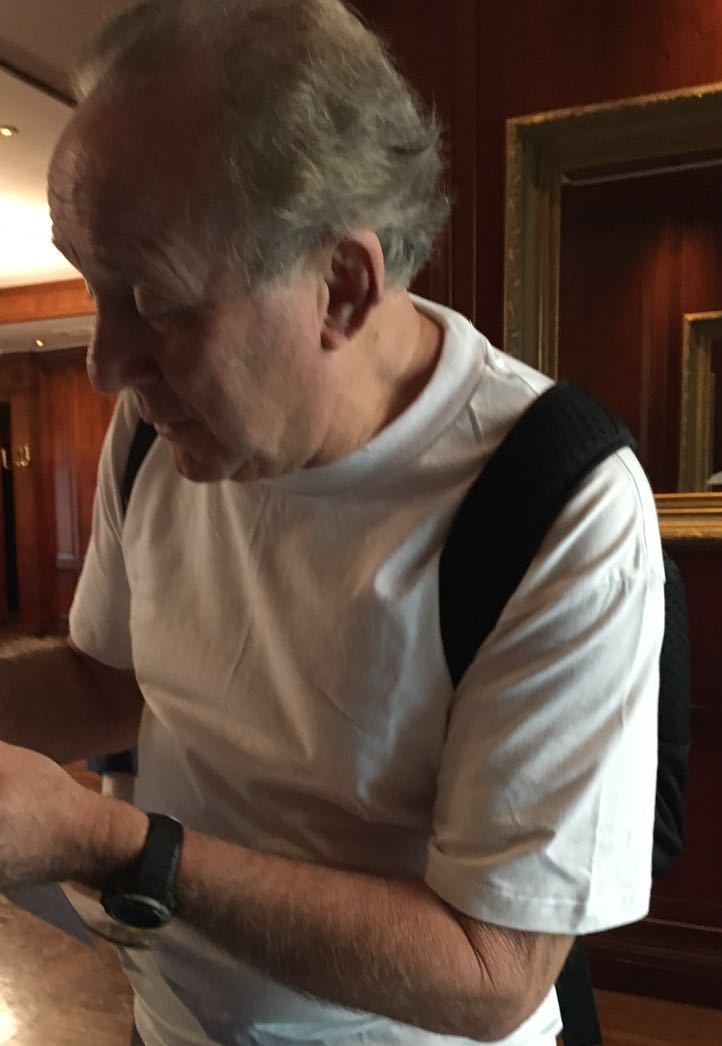
Reagan el 19 de junio de 2016

Michael Edward Reagan (nacido como John Flaugher, el 18 de marzo de 1945) es el hijo adoptado de Ronald Reagan y su primera mujer, Jane Wyman.

## Primeros años
Nacido en Los Ángeles, California, como hijo de Irene Flaugher (1916 - 26 de diciembre de 1985), quien era una mujer soltera de Kentucky, y John Bourgholtzer, miembro del Ejército de EE. UU.. Michael fue adoptado por Ronald Reagan y Jane Wyman poco después de su nacimiento.
Fue expulsado del Instituto Loyola después de un escaso tiempo en la escuela y en 1964 se graduó del Judson College, un colegio exterior a Scottsdale, Arizona. Él también asistió a la Arizona Universidad Estatal por menos de un semestre y a la Universidad de Valle de Los Ángeles, pero nunca se graduó.

## Carrera

### Agente vendedor
En algún momento en septiembre de 1970, trabajó como agente de ventas para la compañía de ropa Hart, Schaffner & Marx. Posteriormente él se convirtió en el director de eventos especiales para la empresa Michaelson, una Compañía de Servicio Alimentario en Los Ángeles.

### Actor
Ha tenido pequeñas apariciones en películas y espectáculos televisivos desde 1985, incluyendo la célebre serie televisiva Falcon Crest qué protagonizó su madre, Jane Wyman.
Fue también el anfitrión original de la versión sindicalizada del juego televisivo Lingo durante la temporada de 1987-88.

### Radio
Su trabajo en la radio comenzó en California Del sur donde fue comentador y anfitrión invitado del programa radiofónico "Michael Jackson talk show"  en la KABC en Los Ángeles. Después de este comienzo siguió su trabajo como locutor en radio en la KSDO radio, en San Diego, California.
También participó en El Espectáculo de Michael Reagan afiliado con Premiere Red.  Pero tuvo índices de audiencia muy pobres,  fue entonces a la cadena América Radiofónica donde una vez más cayó por los bajos niveles de audiencia. Desde entonces se ha centrado en charlas públicas en las que habla sobre su padre.

### Autor
En 1988, escribió junto a Joe Hyams, un libro autobiográfico Michael Reagan: On the Outside Looking In. En 2005, publicó Dos veces Adoptado sobre sus sentimientos de rechazo al ser adoptado por padres divorciados y sobre su experiencia al convertirse al Cristianismo.

## Comentarios políticos

### Matrimonio gay
En abril de 2013, en una columna, acusó a las iglesias americanas de no luchar lo suficiente en contra del matrimonio entre personas del mismo sexo Escribió que los mismos argumentos que se usan para apoyar el matrimonio gay podrían ser usados para aceptar la poligamia, bestialidad e incluso el asesinato. Como él escribió "Hay también una pendiente muy resbaladiza que dirige a otras relaciones alternativas y la inconstitucionalidad de cualquier ley basada en la moralidad. Pensar acerca de la poligamia, bestialidad, y quizás incluso asesinato."
Después de que escribiera la columna, el Centro de Crisis de Violación en Cleveland lo eliminó de su lista de oradores invitados para su evento de recaudación de fondos.

### Declaraciones sobre Mark Foley
Reaccionando al escándalo de Foley en 2006, Reagan dijo, "Cualquier miembro del Congreso que fue consciente de los emails sexuales y protegió al congresista tendría que dimitir eficaz e inmediatamente. Yo fui sexualmente abusado por el consultor de un campamento a la edad de ocho años y también obligado a ser parte de la pornografía infantil."

### Controversia con Mark Dice
En junio de 2008, el activista Mark Dice lanzó una campaña que instaba al público a enviar cartas y DVD a las tropas estacionadas en Irak, en las cuales apoyan la teoría de que el ataque de Atentados del 11 de septiembre de 2001 se trató de un "trabajo de interior ". La operación "Informa a los soldados", como la llamó Dice, fue criticada por Reagan quien comentó que Dice debería haber sido condenado a muerte por traición. Justicia Y Exactitud en Informar, una organización de crítica a los medios solicitó a Radio América una explicación acerca de si está permitido que sus anfitriones clamen por un asesinato cuando se encuentran al aire
Reagan archivó una reclamación de contravención del copyright para impedir que el clip de audio de él pidiendo el asesinato de Dice pudiera circular a través de internet. A lo que Dice dijo que el uso del clip de audio cayó bajo el uso justo de las leyes, pues este era evidencia de un delito.
Así mismo dio su opinión sobre el aumento del malestar racial en octubre de 2014. En un reporte llamado "Profile or Die", en el que escribió debería permitirse a los ciudadanos defenderse a sí mismos en caso de un ataque terrorista, como es el caso del Estado Islámico de Afganistán

## Problemas legales

### Recursos de Energía agrícola
En 1981 estuvo acusado de violar las leyes de seguridad de California en cuanto a documentos del tribunal. El Abogado de Distrito de Condado de Los Ángeles alegó que Reagan tuvo inversores que ilegalmente realizaron arreglos accionarios y venta de valores a pesar de que dicha acción no está legalmente permitida.
La oficina investigó alegaciones sobre el uso inapropiado de dinero de Reagan ya que se trataba de capital invertido por otros en una compañía de Recursos de Energía Agrícola que él operó fuera de su casa en una aventura para desarrollar el potencial del gasohol, una combinación de alcohol y gasolina. Los detectives dijeron también que comprobaban si Reagan había gastado cerca de $17,500 dólares de inversores para gastos personales. El abogado de Reagan, dijo que la compañía era "un único propietario." y añadió que el dinero que la oficina del Abogado de Distrito investigaba se trataba de hecho de acciones prestadas a Reagan por cuatro amigos. "Le dejaban dinero como amigos porque él no podía mantenerse a sí mismo después de dejar de trabajar." La oficina del abogado de distrito dejó libre a Reagan de ambos cargos en menos de un año.

### Reagan.com Servicio de correo electrónico
El 20 de septiembre del año 2012 fue demandado por una suma cercana a los $4 millones de dólares por el fundador de Reagan.com Elias Chavando, quien alegó que Reagan lo había estafado.
Su compañía, The Reagan Group, fue demandada, junto con Tim Kelly y Jay Hoffman, por fraude, conspiración para cometer fraude, conversión, incumplimiento del acuerdo de asociación, incumplimiento de deber fiduciario, impedimento promisorio y enriquecimiento ilícito por los tratos relacionados con el servicio de correo electrónico Reagan.com. De acuerdo al caso el servicio atrajo a miles de suscriptores y con ello obtuvo grandes beneficios. Reagan y Kelly vendieron entonces la mitad del negocio a Anthony Saliba. Por este trato recibieron cada uno $3.8 millones, lo que en la reclamación hecha por Chavando indicaba también debió haber recibido.
En noviembre de 2014, como parte de la demanda relacionada al caso Reagan.com, abogados mostraron que había mandado correos electrónicos que contenían declaraciones en las cuales describía a Chavando como un "latino" y antiguo compañero de negocios que debería ser "puesto en su lugar", así mismo vehementemente declaró que el no quería trabajar con Chavando en el futuro. En correos posteriores se encontró contenido en el que se aludía a la ascendencia latina de Chavando. Fue llamado racista por Radar Online cuando estos correos fueron revisados, pues en ellos se refería a su compañero como un "estúpido Mexicano"
El proceso comenzó el 12 de enero del 2015. En su declaración de apertura contra Reagan, Kelly y Hoffman, el abogado demandante Mark Chassman dijo que los tres acusados habían tomado las acciones de su cliente del negocio generado a partir de Reagan.com para ellos mismos y puesto sus intereses por encima del demandante. Chassman los acusó de usar "avaricia, arrogancia y tácticas....para enriquecerse a sí mismos". Pero el abogado defensor respondió que Reagan y Kelly únicamente accedieron a dividir ganancias de la idea del servicio de correo con Chavado, nunca las ganancias de propiedad,  para ello usó como soporte un correo de Chavando en el que declaraba "es tu nombre y tu compañía”
El 27 de enero del 2015 un jurado del Tribunal Superior de Los Ángeles halló como único cargo propenso contra Reagan y Kelly el de conversión y ruptura de deber fiduciario, Hoffman fue también encontrado propenso para conversión. Esto los condenó a pagar $662,500 dólares al demandado por los daños, monto que era una fracción pequeña para los aproximadamente $11.4 millones que los demandados recibieron por la mitad del negocio que fue vendida. Hoffman, un productor de películas y miembro del consejo de administración de la Fundación del Legado Reagan, estuvo sentenciado a 27 meses en prisión federal por fraude en 2002 en un asunto no relacionado.

## Vida personal
En 1971 se casó con Pamela Gail Putnam, hija de Duane Putnam, quién era entonces entrenador de los Halcones de Atlanta. La pareja se separó en 1972.
En enero de 2011, llamó a su medio hermano Ron "una vergüenza" en referencia a declaraciones hechas por este en las que especulaba que la memoria de su padre ya se veía afectada por la enfermedad de Alzheimer mientras era presidente de los Estados Unidos.